# Jakub Vrána
Pour les articles homonymes, voir Vrana.
Jakub Vrána (né le 28 février 1996 à Prague en République tchèque) est un joueur professionnel tchèque de hockey sur glace qui évolue actuellement à la position de centre avec les Red Wings de Détroit dans la LNH. Il grave son nom sur la Coupe Stanley avec les Capitals de Washington en 2018.

## Biographie

### En club
Après avoir rejoint le Linköpings HC en 2011 en provenance du HC Letci Letňany, il débute avec l'équipe professionnelle lors de la saison 2012-2013 en jouant quelques rencontres. Il est repêché 23e au total dans la KHL en 2013 par le Sibir Novossibirsk. Il devient un titulaire régulier à partir de la saison 2013-2014, à l'issue de laquelle il est repêché à la 13e position du repêchage d'entrée dans la LNH 2014 par les Capitals de Washington.
Le 1er décembre 2016, il fait ses débuts dans la LNH avec les Capitals de Washington contre les Islanders de New York dans une défaite de 3-0, au Verzion Center.
Le 9 décembre 2016, le Tchèque marque son premier but dans la LNH contre le gardien de but Robin Lehner, des Sabres de Buffalo dans une victoire de 4-1, au KeyBank Center. Ievgueni Kouznetsov et Dmitri Orlov récoltent les assistances sur le but. 
Lors des séries éliminatoires de la Coupe Stanley 2018, il gagne la Coupe Stanley avec les Caps. Lors du 5e match, il marque le premier but du match.
Le 3 novembre 2019, il marque son premier tour du chapeau en carrière contre les Flames de Calgary dans une victoire de 4-2.
Le 13 février 2020, il bombarde le but de l'Avalanche du Colorado avec 10 tirs, son plus grand nombre de tirs en un match. Les Caps l'emportent 3-2.
Le 12 avril 2021, à la date limite des échanges, il est échangé aux Red Wings de Détroit avec le slovaque Richard Panik, un choix de première ronde en 2021 et un choix de deuxième tour contre le québécois Anthony Mantha.
Le 22 avril 2021, à son 4e match avec sa nouvelle équipe, il marque 4 buts contre les Stars de Dallas, son plus grand nombre de buts et de points en un match.
Le 3 mars 2023, il est échangé aux Blues de Saint-Louis contre le joueur de centre Dylan McLaughlin et un choix de 7e ronde en 2025.

### Niveau international
Il représente la Tchéquie au niveau international.

## Statistiques
| Saison     | Équipe                      | Ligue         |     | Saison régulière | Saison régulière | Saison régulière | Saison régulière | Saison régulière |   | Séries éliminatoires | Séries éliminatoires | Séries éliminatoires | Séries éliminatoires | Séries éliminatoires |
| Saison     | Équipe                      | Ligue         | PJ  | B                | A                | Pts              | Pun              | PJ               | B | A                    | Pts                  | Pun                  |                      |                      |
| 2011-2012  | Linköpings HC               | J20 Superelit | 3   | 1                | 0                | 1                | 2                | -                | - | -                    | -                    | -                    |                      |                      |
| 2012-2013  | Linköpings HC               | J20 Superelit | 32  | 20               | 12               | 32               | 49               | 5                | 1 | 0                    | 1                    | 0                    |                      |                      |
| 2012-2013  | Linköpings HC               | Elitserien    | 5   | 0                | 0                | 0                | 0                | -                | - | -                    | -                    | -                    |                      |                      |
| 2013-2014  | Linköpings HC               | J20 Superelit | 24  | 14               | 11               | 25               | 26               | -                | - | -                    | -                    | -                    |                      |                      |
| 2013-2014  | Linköpings HC               | SHL           | 24  | 2                | 1                | 3                | 2                | 14               | 1 | 1                    | 2                    | 6                    |                      |                      |
| 2014-2015  | Linköpings HC               | SHL           | 44  | 12               | 12               | 24               | 12               | 11               | 4 | 1                    | 5                    | 2                    |                      |                      |
| 2014-2015  | Bears de Hershey            | LAH           | 3   | 0                | 5                | 5                | 0                | 10               | 2 | 4                    | 6                    | 2                    |                      |                      |
| 2015-2016  | Bears de Hershey            | LAH           | 36  | 16               | 18               | 34               | 20               | 21               | 8 | 6                    | 14                   | 2                    |                      |                      |
| 2016-2017  | Bears de Hershey            | LAH           | 49  | 19               | 17               | 36               | 28               | 7                | 0 | 0                    | 0                    | 4                    |                      |                      |
| 2016-2017  | Capitals de Washington      | LNH           | 21  | 3                | 3                | 6                | 2                | -                | - | -                    | -                    | -                    |                      |                      |
| 2017-2018  | Capitals de Washington      | LNH           | 73  | 13               | 14               | 27               | 12               | 23               | 3 | 5                    | 8                    | 2                    |                      |                      |
| 2018-2019  | Capitals de Washington      | LNH           | 82  | 24               | 23               | 47               | 27               | 7                | 0 | 0                    | 0                    | 6                    |                      |                      |
| 2019-2020  | Capitals de Washington      | LNH           | 69  | 25               | 27               | 52               | 18               | 8                | 0 | 0                    | 0                    | 2                    |                      |                      |
| 2020-2021  | Capitals de Washington      | LNH           | 39  | 11               | 14               | 25               | 8                | -                | - | -                    | -                    | -                    |                      |                      |
| 2020-2021  | Red Wings de Détroit        | LNH           | 11  | 8                | 3                | 11               | 2                | -                | - | -                    | -                    | -                    |                      |                      |
| 2021-2022  | Red Wings de Détroit        | LNH           | 26  | 13               | 6                | 19               | 16               | -                | - | -                    | -                    | -                    |                      |                      |
| 2022-2023  | Red Wings de Détroit        | LNH           | 5   | 1                | 1                | 2                | 0                | -                | - | -                    | -                    | -                    |                      |                      |
| 2022-2023  | Griffins de Grand Rapids    | LAH           | 17  | 6                | 5                | 11               | 4                | -                | - | -                    | -                    | -                    |                      |                      |
| 2022-2023  | Blues de Saint-Louis        | LNH           | 20  | 10               | 4                | 14               | 10               | -                | - | -                    | -                    | -                    |                      |                      |
| 2023-2024  | Blues de Saint-Louis        | LNH           | 21  | 2                | 4                | 6                | 8                | -                | - | -                    | -                    | -                    |                      |                      |
| 2023-2024  | Thunderbirds de Springfield | LAH           | 42  | 16               | 20               | 36               | 54               | -                | - | -                    | -                    | -                    |                      |                      |
| Totaux LNH | Totaux LNH                  | Totaux LNH    | 367 | 110              | 99               | 209              | 103              | 38               | 3 | 5                    | 8                    | 10                   |                      |                      |

| Année | Équipe                     | Compétition                  |   | PJ | B | A  | Pts | Pun               |  | Résultat |
| 2012  | République tchèque -18 ans | Championnat du monde -18 ans | 6 | 4  | 4 | 8  | 4   | 8e place          |  |          |
| 2012  | Linköpings HC              | Trophée européen             | 1 | 1  | 0 | 1  | 0   | Phase de groupe   |  |          |
| 2013  | République tchèque -20 ans | Championnat du monde -20 ans | 6 | 0  | 1 | 1  | 2   | 5e place          |  |          |
| 2013  | République tchèque -18 ans | Championnat du monde -18 ans | 5 | 2  | 0 | 2  | 2   | 7e place          |  |          |
| 2013  | Linköpings HC              | Trophée européen             | 8 | 1  | 2 | 3  | 6   | Phase de groupe   |  |          |
| 2014  | République tchèque -20 ans | Championnat du monde -20 ans | 5 | 1  | 1 | 2  | 2   | 6e place          |  |          |
| 2014  | République tchèque -18 ans | Championnat du monde -18 ans | 7 | 8  | 2 | 10 | 4   | Médaille d’argent |  |          |
| 2015  | Linköpings HC              | Ligue des champions          | 7 | 1  | 3 | 4  | 6   | Quarts de finale  |  |          |
| 2015  | République tchèque -20 ans | Championnat du monde -20 ans | 5 | 2  | 1 | 3  | 2   | 6e place          |  |          |
| 2019  | République tchèque         | Championnat du monde         | 9 | 4  | 1 | 5  | 0   | 4e place          |  |          |
| 2021  | République tchèque         | Championnat du monde         | 7 | 2  | 2 | 4  | 4   | 7e place          |  |          |

## Trophées et honneurs personnels

### Junior
- 2012-2013 :
  - Plus jeune joueur au Championnat du monde -20 ans
- 2014-2015 :
  - Plus de buts dans la SHL pour un joueur junior (12)
  - Plus de points dans la SHL pour un joueur junior (24)
  - Médaille d'argent au Championnat du monde -18 ans

### Ligue américaine de hockey
- 2015-2016 : nommé joueur de la semaine dans la LAH (7 février)[11]

### Ligue nationale de hockey
- 2017-2018 : vainqueur de la Coupe Stanley avec les Capitals de Washington